# La Selle-Guerchaise
La Selle-Guerchaise (auf Gallo La Cèll-Gercheizz, auf Bretonisch Kell-Gwerc’h) ist eine Gemeinde im französischen Département Ille-et-Vilaine in der Region Bretagne. Sie gehört zum Kanton La Guerche-de-Bretagne im Arrondissement Fougères-Vitré. Sie grenzt im Nordwesten und im Norden an Availles-sur-Seiche, im Osten an Cuillé, im Südosten an Fontaine-Couverte und im Süden und im Südwesten an Rannée. Das Siedlungsgebiet liegt durchschnittlich auf 80 Metern über Meereshöhe.

## Bevölkerungsentwicklung
| Jahr      | 1962 | 1968 | 1975 | 1982 | 1990 | 1999 | 2008 | 2013 |
| --------- | ---- | ---- | ---- | ---- | ---- | ---- | ---- | ---- |
| Einwohner | 169  | 168  | 136  | 124  | 121  | 128  | 148  | 891  |

## Sehenswürdigkeiten

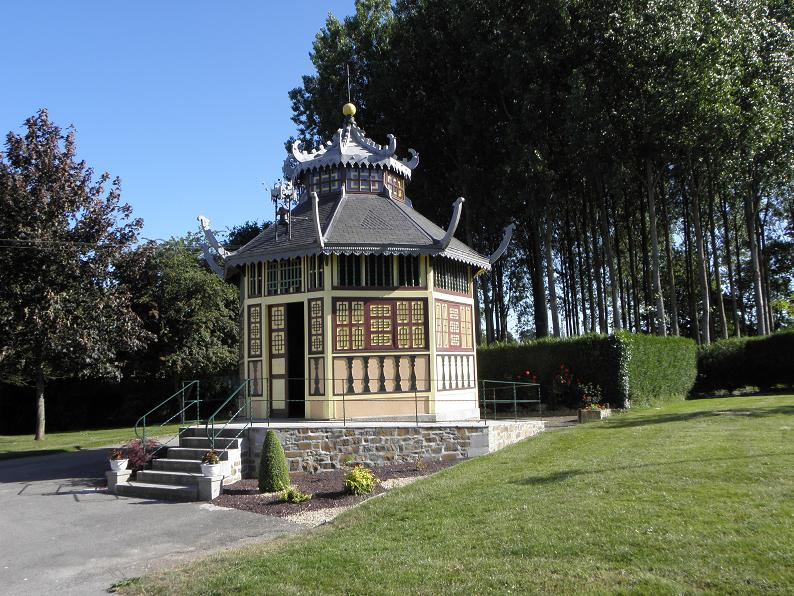
Kapelle Sainte-Anne
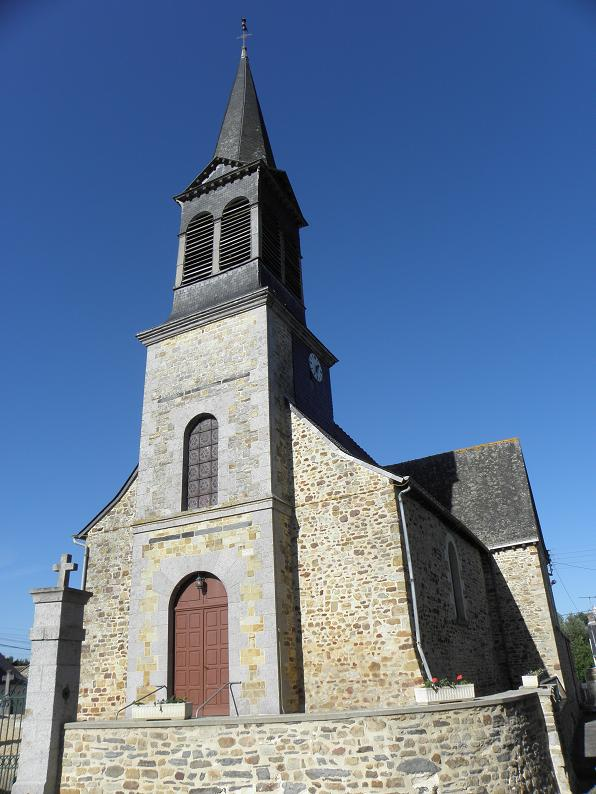
Kirche Saint-Martin

- Kapelle Sainte-Anne
- Kirche Saint-Martin